# Марсіо Аморозо
Марсіо Аморозо (порт. Márcio Amoroso; нар. 5 липня 1974, Бразиліа) — бразильський футболіст, що грав на позиції нападника. Виступав, зокрема, за клуби «Парма» та «Боруссія» (Дортмунд), а також національну збірну Бразилії.
Дворазовий чемпіон Японії. Володар Суперкубка Італії з футболу. Чемпіон Німеччини. Володар Кубка Лібертадорес. У складі збірної — володар Кубка Америки.

## Клубна кар'єра
Народився 5 липня 1974 року в місті Бразиліа. Вихованець футбольної школи клубу «Гуарані» (Кампінас). Дорослу футбольну кар'єру розпочав 1992 року в основній команді того ж клубу, в якій провів три сезони, взявши участь у 39 матчах чемпіонату. Згодом з 1995 по 1999 рік грав у складі команд клубів «Фламенгу» та «Удінезе».
Своєю грою за останню команду привернув увагу представників тренерського штабу клубу «Парма», до складу якого приєднався 1999 року. Відіграв за пармську команду наступні два сезони своєї ігрової кар'єри. 2001 року уклав контракт з клубом «Боруссія» (Дортмунд), у складі якого провів наступні три роки своєї кар'єри гравця. У складі «Боруссії» був одним з головних бомбардирів команди, маючи середню результативність на рівні 0,47 голу за гру першості.
Протягом 2004–2008 років захищав кольори клубів «Малага», «Сан-Паулу», «Мілан», «Корінтіанс», «Греміо» та «Аріс».
Завершив професійну ігрову кар'єру у клубі «Гуарані» (Кампінас), у складі якого вже виступав раніше, захищав її кольори до припинення виступів на професійному рівні у 2009.

## Виступи за збірну
1995 року дебютував в офіційних матчах у складі національної збірної Бразилії. Протягом кар'єри у національній команді, яка тривала 9 років, провів у формі головної команди країни 19 матчів, забивши 9 голів.
У складі збірної був учасником розіграшу Кубка Америки 1999 року у Парагваї, здобувши того року титул континентального чемпіона.

## Статистика виступів

### Статистика клубних виступів
| Сезон                      | Команда                    | Чемпіонат                  | Чемпіонат | Чемпіонат | Національний кубок | Національний кубок | Національний кубок | Континентальні кубки | Континентальні кубки | Континентальні кубки | Інші змагання | Інші змагання | Інші змагання | Усього | Усього |
| Сезон                      | Команда                    | Ліга                       | Ігор      | Голів     | Ліга               | Ігор               | Голів              | Ліга                 | Ігор                 | Голів                | Ліга          | Ігор          | Голів         | Ігор   | Голів  |
| -------------------------- | -------------------------- | -------------------------- | --------- | --------- | ------------------ | ------------------ | ------------------ | -------------------- | -------------------- | -------------------- | ------------- | ------------- | ------------- | ------ | ------ |
| 1994                       | «Гуарані» (Кампінас)       | A                          | 26        | 19        | —                  | —                  | —                  | —                    | —                    | —                    | —             | —             | —             | 26     | 19     |
| 1995                       | «Гуарані» (Кампінас)       | A                          | 13        | 9         | —                  | —                  | —                  | —                    | —                    | —                    | —             | —             | —             | 13     | 9      |
| Усього «Гуарані»           | Усього «Гуарані»           | Усього «Гуарані»           | 39        | 28        |                    | —                  | —                  |                      | —                    | —                    |               | —             | —             | 39     | 28     |
| 1996                       | «Фламенгу»                 | A                          | 16        | 6         | КБ                 | 5                  | 1                  | —                    | -                    | —                    | —             | —             | —             | 21     | 7      |
| 1996-97                    | «Удінезе»                  | A                          | 28        | 12        | КІ                 | 1                  | —                  | —                    | —                    | —                    | —             | —             | —             | 29     | 12     |
| 1997-98                    | «Удінезе»                  | A                          | 25        | 5         | КІ                 | 4                  | 1                  | КУ                   | 4                    | —                    | —             | —             | —             | 33     | 6      |
| 1998-99                    | «Удінезе»                  | A                          | 33        | 22        | КІ                 | 6                  | 2                  | КУ                   | 2                    | —                    | —             | —             | —             | 41     | 24     |
| Усього Удінезе             | Усього Удінезе             | Усього Удінезе             | 86        | 39        |                    | 11                 | 3                  |                      | 6                    | —                    |               | —             | —             | 103    | 42     |
| 1999-00                    | «Парма»                    | A                          | 16        | 4         | —                  | -                  | —                  | КУ                   | 1                    | —                    | —             | —             | —             | 17     | 4      |
| 2000-01                    | «Парма»                    | A                          | 23        | 7         | КІ                 | 6                  | 4                  | КУ                   | 5                    | 3                    | —             | —             | —             | 34     | 14     |
| Усього Парма               | Усього Парма               | Усього Парма               | 39        | 11        |                    | 6                  | 4                  |                      | 6                    | 3                    |               | —             | —             | 51     | 18     |
| 2001-02                    | «Боруссія» (Дортмунд)      | БЛ                         | 31        | 18        | КЛ+КН              | 1+0                | 1+0                | КЛ+КУ                | 3+8                  | 2+5                  | —             | —             | —             | 43     | 26     |
| 2002-03                    | «Боруссія» (Дортмунд)      | БЛ                         | 24        | 6         | КЛ+КН              | 3+1                | 2+0                | КЛ                   | 9                    | 3                    | —             | —             | —             | 37     | 11     |
| 2003-04                    | «Боруссія» (Дортмунд)      | БЛ                         | 4         | 4         | КЛ+КН              | —                  | —                  | КУ                   | 2                    | 2                    | —             | —             | —             | 6      | 6      |
| Усього Боруссія (Дортмунд) | Усього Боруссія (Дортмунд) | Усього Боруссія (Дортмунд) | 59        | 28        |                    | 4+1                | 3+0                |                      | 12+10                | 5+7                  |               | —             | —             | 86     | 43     |
| 2004-05                    | «Малага»                   | ПД                         | 29        | 5         | —                  | -                  | —                  | —                    | —                    | —                    | —             | —             | —             | 29     | 5      |
| чер. 2005                  | Сан-Паулу                  | A                          | 22        | 12        | —                  | —                  | —                  | КЛ                   | 4                    | 2                    | КІнт.         | 2             | 2             | 28     | 16     |
| 2005-06                    | «Мілан»                    | A                          | 4         | 1         | КІ                 | 1                  | —                  | —                    | —                    | —                    | —             | —             | —             | 5      | 1      |
| 2006                       | «Корінтіанс»               | A                          | 12        | 2         | —                  | -                  | —                  | —                    | —                    | —                    | —             | —             | —             | 12     | 2      |
| 2007                       | «Греміо»                   | A                          | 6         | —         | КБ                 | 2                  | —                  | КЛ                   | 5                    | —                    | —             | —             | —             | 13     | -      |
| 2008                       | «Аріс»                     | СЛ                         | 9         | —         | —                  | —                  | —                  | —                    | —                    | —                    | —             | —             | 9             | 1      |        |

## Титули і досягнення

### Командні
- Чемпіон Японії (2):

«Токіо Верді»: 1992, 1993
- Володар Суперкубка Італії з футболу (1):

«Парма»: 1999
- Чемпіон Німеччини (1):

«Боруссія» (Дортмунд): 2002
- Володар Кубка Лібертадорес (1):

«Сан-Паулу»: 2005
- Володар Кубка Америки (1):

1999

### Особисті
- Золотий м'яч (Бразилія)

1994
- Найкращий бомбардир Серії A (1):

1998-99 (22)
- Найкращий бомбардир німецької Бундесліги:

2001-02